# JabbaWockeeZ

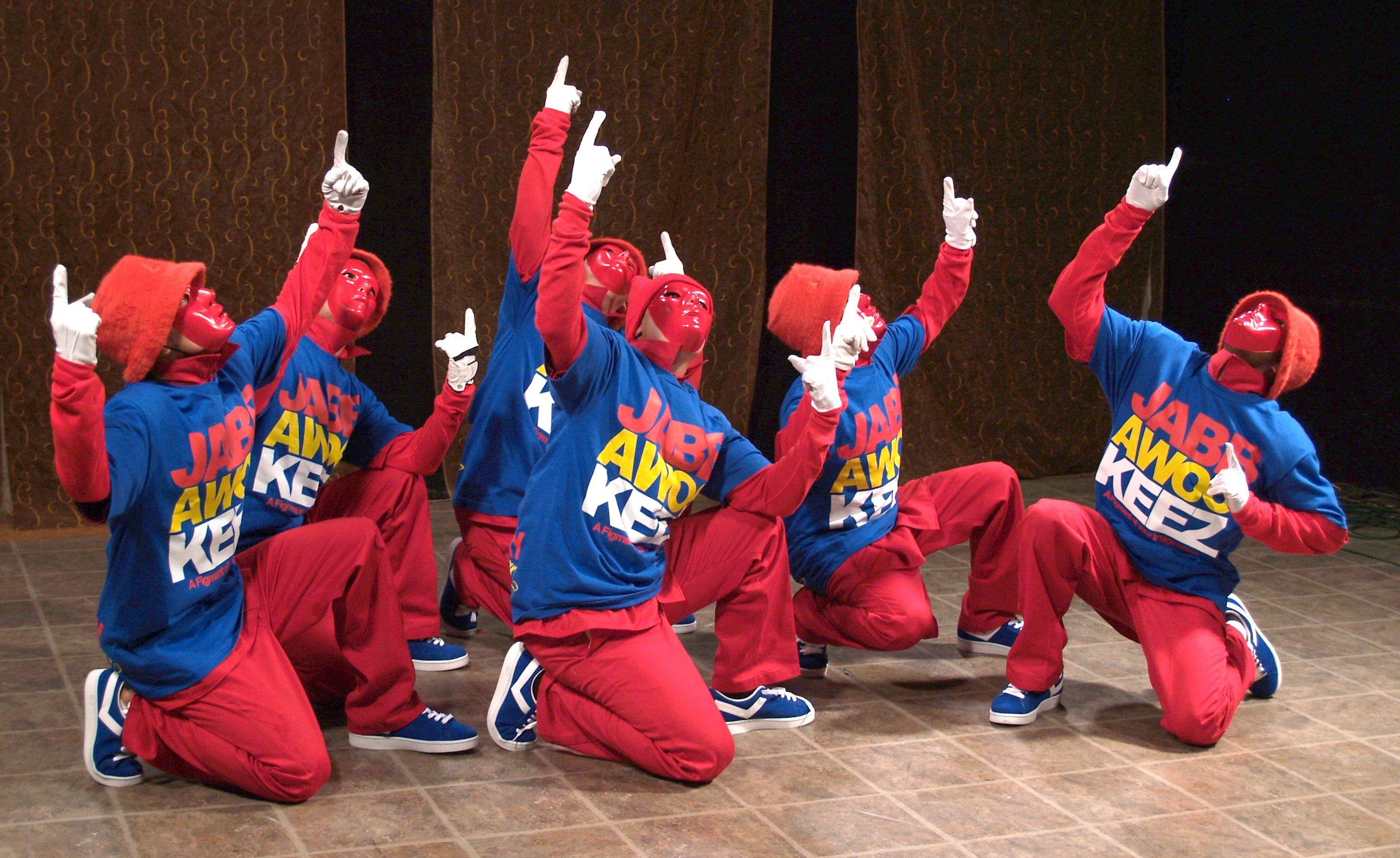
I JabbaWockeeZ nel 2008

I JabbaWockeeZ sono un gruppo di ballerini statunitensi, noto per aver partecipato ad America's Got Talent, nella seconda stagione, e per aver vinto la prima edizione di America's Best Dance Crew.

## Carriera
Il gruppo è stato formato nel 2003 dai membri Phil Tayag (detto "Swagger Boy", Sacramento, 9 ottobre 1984), Joe Larot e Kevin Brewer. Sono noti per la loro sincronizzazione, per la precisione dei loro balli ed il classico stile kabuki (ogni membro indossa una maschera bianca teatrale durante la maggior parte delle loro esibizioni). Il nome JabbaWockeeZ deriva dal poema Jabberwocky di Lewis Carroll.

## Membri

### Attuali
- Joe "Punkeel" Larot (fondatore)
- Chris "Cristyle" Gatdula
- Kevin "KB" Brewer (fondatore)
- Rynan "Kid Rainen" Paguio
- Jeff "Phil" Nguyeno
- Phil "Swagger Boy" Tayag (fondatore)
- Tony "Transformer" Tran

### Passati
- Ben "B-Tek" Chung (ora kinjaz)
- Saso "KIng Saso" Jimenez
- Randy "DJ Wish One" Bernal
- Eddie "Eddie Styles" Gutierrez
- Gary "Gee" Kendall (deceduto)

## Filmografia

### Tv
- 2007: America's Got Talent[1]
- 2008: America's Best Dance Crew on MTV
- 2008: Live with Regis and Kelly
- 2008: The Ellen DeGeneres Show
- 2008: Mi TRL on MTV
- 2008: KUSI
- 2008: Balitang America on TFC
- 2008: Asian Excellence Awards on E!
- 2008: Lakers-Spurs Game 2 at the Staples Center
- 2008: MTV Movie Awards Brief performance alongside The Pussycat Dolls
- 2008: America's Best Dance Crew Season 2 TV promo
- 2008: America's Best Dance Crew Season 2 Casting Special
- 2008: America's Best Dance Crew Season 2 Walk It Out with the JabbaWockeeZ and Shane Sparks
- 2008: Adobo Nation on TFC
- 2008: 2008 MuchMusic Video Awards
- 2008: 2008 BET Awards Brief performance with Ne-Yo at the end of his set
- 2008: MTV Asia Awards 2008
- 2008: Teen Choice Awards 2008 Brief performance with Chris Brown and ACDC
- 2008: America's Best Dance Crew Battle for the VMAs. Performed with Super Crew.
- 2009: America's Best Dance Crew
- 2009: NBA All-Star Game 2009 Performance with Shaquille O'Neal
- 2009: The Quest for G Appearance in Gatorade's commercial[2]
- 2009: The Ellen DeGeneres Show
- 2009: This Is SportsCenter commercial
- 2009: 2009 Latin Billboard Music Awards Performance with Daddy Yankee
- 2009: So You Think You Can Dance guest performance[3]
- 2009: Wowowee guest performance

### Film
- 2008: Step Up 2 the Streets (cameo, scena solo trailer)

### Video musicali
- 2008: Daddy Yankee - Pose[4]
- 2009: DJ Drama - Day Dreaming`
- 2009: Leona Lewis - "Forgive Me"
- 2010: David Guetta - Gettin' Over You
- 2014: Young Money - Senile ft. Tyga, Nicki Minaj, Lil Wayne
- 2019: DaBaby - BOP on Broadway

### Live
- 2008: Walt Disney 2008 Gradnite
- 2008: America's Best Dance Crew Live Tour with Super Cr3w, Breaksk8, Fanny Pak, and A.S.I.I.D.
- 2009: Full Service Tour with NKOTB
- 2010: World of dance